# Lepidostoma knulli
Lepidostoma knulli är en nattsländeart som beskrevs av Ross 1946. Lepidostoma knulli ingår i släktet Lepidostoma och familjen kantrörsnattsländor. Inga underarter finns listade i Catalogue of Life.